# Инегёль
Инегёль (тур. İnegöl  — город и район в провинции Бурса (Турция). Один из крупнейших индустриальных центров Турции.

## История
Эти места были населены с древнейших времён. Они входили в состав государства Александра Македонского. В поздней Византийской империи Ангелокома (греч. Αγγελόκωμα) представляла собой укреплённую цитадель, имевшую вместе с соседней Белокомой важнейшее стратегическое значение в полосе укрeплений, защищавших византийскую Вифинию от набегов турок-османов. В отличие от текфура соседней Белокомы, текфур Ангелокомы относился к османам с большим недоверием и даже враждебностью. Летописи Византии упоминают имя данного текфура Инегёля — Айя Никола. В ответ османы захватили небольшую греческую деревню в 5 км к востоку от Ангелокомы, ныне известную как Куладжахисар. Греки Ангелокомы и соврем. Караджахисара сошлись с турками - османами в битве у Изикдже в 1286—1287 гг. В ходе этой битвы с византийцами погиб средний сын уджбея Сёгюта Эртугрула Гази Савджи-бей. А в 1299 году преемник Эртугрула - бея Осман I в ходе набега овладел Ангелокомой, а заодно и начал строить Османскую империю.

## Знаменитые уроженцы
- Айхан Акман — футболист